# GAZ-66
El GAZ-66 es un camión todoterreno 4x4, fabricado por la empresa rusa GAZ (del ruso: Gorkovsky Avtomobilny Zavod) - Fábrica de Automóviles de Gorky). Es apodado shishiga (en ruso: шишига) en honor a una criatura mitológica rusa.
La producción comenzó en 1964 y duró hasta 1999 cuando se sustituyó por el GAZ-3308. En general, se produjeron varios cientos de miles de unidades. El GAZ-66 fue el principal vehículo de transporte de la infantería motorizada del Ejército soviético. 
Por su resistencia, robustez, fiabilidad, sencillez y capacidad todoterreno, el GAZ-66 goza de una alta reputación.
Este vehículo es muy utilizado en muchos países del antiguo Bloque del Este.

## Otras características
- Motor: 8 cilindros en V --Gasolina ZMZ-66
- Potencia: 85 kW, 115 CV a 3.200 rpm.
- Par máximo: 290 Nm a 2.500 rpm.
- Suspensión: Eje rígido y ballestas.
- Capacidad del depósito de combustible: 2 tanques de 105 l.
- Consumo: 25 a 30 litros por 100 km.
- Autonomía: alrededor de 600 km.
- Velocidad máxima: 90 kmh.
- Vadeo: 80 cm.

### Videos
- Gaz-66 Video
- Gaz-66 Video
- Gaz-66 Video

- Datos: Q689391
- Multimedia: GAZ-66 / Q689391